# W Series 2020
La W Series 2020 organizzato dalla FIA doveva essere, nella storia della W Series, la 2ª stagione ad assegnare il Campionato piloti.
Il 4 giugno è stato deciso di annullare la stagione a causa della pandemia di COVID-19. Al suo posto è stata disputata una stagione eSports da 10 gare su iRacing, vinta da Beitske Visser.